# بیشوفسویزن
بیشوفسویزن (به آلمانی: Bischofswiesen) یک شهر در آلمان است که در برشتس گادنرلند واقع شده‌است.

## خصوصیات
بیشوفسویزن ۳۴٫۴۶ کیلومترمربع مساحت دارد ۶۱۰ متر بالاتر از سطح دریا واقع شده‌است.

## خواهرخوانده
شهر Wölbling خواهرخواندهٔ بیشوفسویزن هست.